# 大橋宗金 (12代)
十二代大橋宗金（じゅうにだい おおはし そうきん、1839年（天保10年） - 1910年（明治43年）11月17日）は、明治時代の人物。日本の将棋指し。将棋家元三家の一つである大橋本家当主。十一代大橋宗桂の子。

## 経歴
大橋家を継いでいた父の十一代宗桂の子として生まれる。明治元年（1868年）に家督を相続する。
明治時代になり、他の将棋三家とともに家元制度は家禄を失った。歴代の当主と比べて棋力が低く、明治26年（1893年）に十一世名人伊藤宗印が亡くなった時も、就位とはならなかった。
明治19年（1886年）に『将棋早稽古』を出版する。明治31年（1898年）、小野五平が家元を継ぐことなく十二世名人に就位している。同年，宗金のもとに後の十三世名人関根金次郎が入門し，さらに関根は入門希望者を取り次いで大橋家に入門させた。
明治38年（1905年）に家督を長男の大橋五郎に譲って隠居。五郎は棋士ではなく、関根が段位の審査を行い免状を発行するようになるなど、関根が実質的に家元である大橋家を掌握するようになった。
「御水尾天皇御筆跡の写」（宸筆錦旗）の駒作者でもある。
なお、木村義雄名人による他説では、「御水尾天皇御筆跡の写」ではなく「水無瀬兼成書の写」が正しく、「箔をつけたがる。よくある話」と述べている。